# Гиперболические уравнения
Гиперболические уравнения — класс дифференциальных уравнений в частных производных. Характеризуются тем, что задача Коши с начальными данными, заданными на нехарактеристической поверхности, однозначно разрешима.

## Уравнения второго порядка
Рассмотрим общий вид скалярного линейного дифференциального уравнения в частных производных второго порядка относительно функции {\displaystyle u\colon \mathbb {R} ^{n}\rightarrow \mathbb {R} }:
{\displaystyle \sum _{i=1}^{n}\sum _{j=1}^{n}a_{ij}{\frac {\partial ^{2}u}{\partial x_{i}\partial x_{j}}}+\sum _{k=1}^{n}b_{k}{\frac {\partial u}{\partial x_{k}}}+cu=f(x_{1},\ldots ,x_{n})}
При этом уравнение записано в симметричном виде, то есть {\displaystyle a_{ij}=a_{ji}}. Тогда эквивалентное уравнение в виде квадратичной формы:
{\displaystyle \left(\nabla A\nabla ^{T}\right)u+\mathbf {b} \cdot \nabla u+cu=f(x_{1},\ldots ,x_{n})},
где {\displaystyle A=A^{T}}. 

Матрица {\displaystyle A} называется матрицей главных коэффициентов. 

Если сигнатура полученной формы равна {\displaystyle (n-1,1)}, то есть матрица {\displaystyle A} имеет {\displaystyle n-1} положительных собственных значений и одно отрицательное (либо наоборот: {\displaystyle n-1} отрицательных, одно положительное), то уравнение относят к гиперболическому типу. 

Другое, эквивалентное определение: уравнение называется гиперболическим, если оно представимо в виде:
{\displaystyle Lu-a^{2}{\frac {\partial ^{2}u}{\partial t^{2}}}=f(x_{1},\ldots ,x_{n-1},t)},
где {\displaystyle L} — положительно определённый эллиптический оператор, {\displaystyle a\neq 0}.

## Уравнения первого порядка на плоскости
Уравнение типа
{\displaystyle u_{t}+Au_{x}=h(t,x,u)},
где {\displaystyle x\in \mathbb {R} }, {\displaystyle t\in \mathbb {R} }, {\displaystyle A=A(x,t,u)\in \mathbb {R} ^{n\cdot n}} — квадратные матрицы и {\displaystyle u=u(x,t)\in \mathbb {R} ^{n}} — неизвестные, являются гиперболическими, если матрица {\displaystyle A} имеет различные вещественные собственные значения для всех параметров.

## Решение гиперболических уравнений
Для нахождения однозначного решения уравнение доопределяется начальными и краевыми условиями. Поскольку уравнение имеет второй порядок по времени, то начальных условия два: для самой функции и для её производной.
- Для аналитического решения уравнений в бесконечной области используют формулу Кирхгофа, которая в одномерном случае представляется в виде формулы Д’Аламбера, а в двухмерном — в виде формулы Пуассона — Парсеваля.
- Для аналитического решения в конечной области можно использовать метод разделения переменных Фурье и его модификации для решения неоднородных уравнений.
- Для численного решения используют метод конечных элементов, метод конечных разностей, их комбинацию (по времени решают конечными разностями, по пространству — конечными элементами)[3], а также другие численные методы, подходящие для задачи.

## Примеры гиперболических уравнений
- Волновое уравнение — уравнение, описывающее колебания струн, мембран и так далее.
- Различные уравнения, получаемые из уравнений Максвелла, описывающие электромагнитное поле. Это может быть постановка относительно одного из векторов {\displaystyle \mathbf {A} ,\mathbf {E} ,\mathbf {B} ,\mathbf {D} ,\mathbf {H} }, считая ненулевой только одну из компонент вектора (то есть когда уравнение становится скалярным).
- Сеть Чебышёва — решение линейного гиперболического уравнения первой степени.